# Meirol
Meirol (oficialmente Santo André de Meirol) es una parroquia española del municipio de Mondariz, perteneciente a la provincia de Pontevedra, en la comunidad autónoma de Galicia.

## Toponimia
El lugar puede aparecer referido como «Meirol», «San Andrés de Meirol» y «Santo André de Meirol».

## Historia
Hacia mediados del siglo XIX, el lugar, por entonces referido como una feligresía, tenía contabilizada una población de 250 habitantes. Aparece descrito en el undécimo volumen del Diccionario geográfico-estadístico-histórico de España y sus posesiones de Ultramar de Pascual Madoz con las siguientes palabras:

MEIROL (San Andrés): felig. en la prov. de Pontevedra (5 1/2 leg.), dióc. de Tuy (5), part. jud. de Puenteáreas (1 1/4), ayunt. de Mondariz (1/2). sit. en terreno llano con cielo alegre y despejado; la combaten todos vientos menos el S.; el clima es benigno y saludable: se compone de los barrios de Carballal, Cruceiro, Campados, Guleta, Pelalonga y Vermilla que reunen 60 casas; escuela de primeras letras frecuentada por 10 niños, cuyo maestro está dotado en 2 rs. mensuales; y 3 fuentes de buenas aguas para surtido de los vec. La igl. parr. (San Andrés) es aneja de la de San Ciprian de Mouriscados. Confina el térm. N. Longares; E. Cobelo; S. Mouriscados, y O. Queimadelos. El terreno la mayor parte montuoso es de mediana calidad: le baña por SO., un riach. quenace en Lamosa y confluye en el r. Tea, el cual tiene 3 puentes insignificantes. Los caminos son locales, atravesando tambien por el térm. la nueva carretera de Puenteáreas, Ribadavia y Orense. El correo se recibe los lunes, miércoles y sábados de la cap. del part. prod.: centeno, algo de trigo, lino, vino de inferior calidad y frutas: mantiene ganado vacuno y lanar; hay caza de conejos, liebres y perdices; y pesca de truchas. ind.: la agrícola, 3 molinos harineros de propiedad particular, y algun artefacto. pobl.: 57 vec., 250 alm. contr. con su ayunt.
(Madoz, 1848, p. 355)

En 2022, tenía empadronados 210 habitantes.

## Patrimonio
Hay en la parroquia una iglesia de Santa María.